# Adam Motor Company
«Adam Motor Company» — производитель и сборщик автомобилей, базирующийся в Карачи, Пакистан.

## История
В 2005 г. на автомобильных рынках Азии впервые появились автомобили от пакистанского автоконцерна Adam Motor Company, которая ранее специализировалась на грузовиках и спецтехнике. Внедрение новых технологий и разработок позволило компании быть конкурентоспособной среди других производителей гражданских авто. На автовыставке в Дели Adam Motor Company презентовала две своих модели: Revo и Boltoro.

## Деятельность
Компактный автомобиль Revo был укомплектован переднеприводной трансмиссией с двумя вариантами силовых агрегатов: мотор объёмом 0,8 л и мощностью 3 5л. с. и двигатель объёмом 1,05 л мощностью 56 л. с. Потребители могли выбрать одну из двух коробок переключения передач: с тремя или четырьмя ступенями переключения. Автомобили Adam Motor Company заняли хорошую позицию на рынке благодаря стоимости авто на 15 %, чем у конкурентов.
Полноприводный Boltoro был изготовлен в гораздо больших габаритных размерах, чем Revo, и был оснащён только одним вариантом силового агрегата мощностью 56 л. с. и автоматической коробкой переключения переда с четырьмя ступенями.